# جشن نامزدی

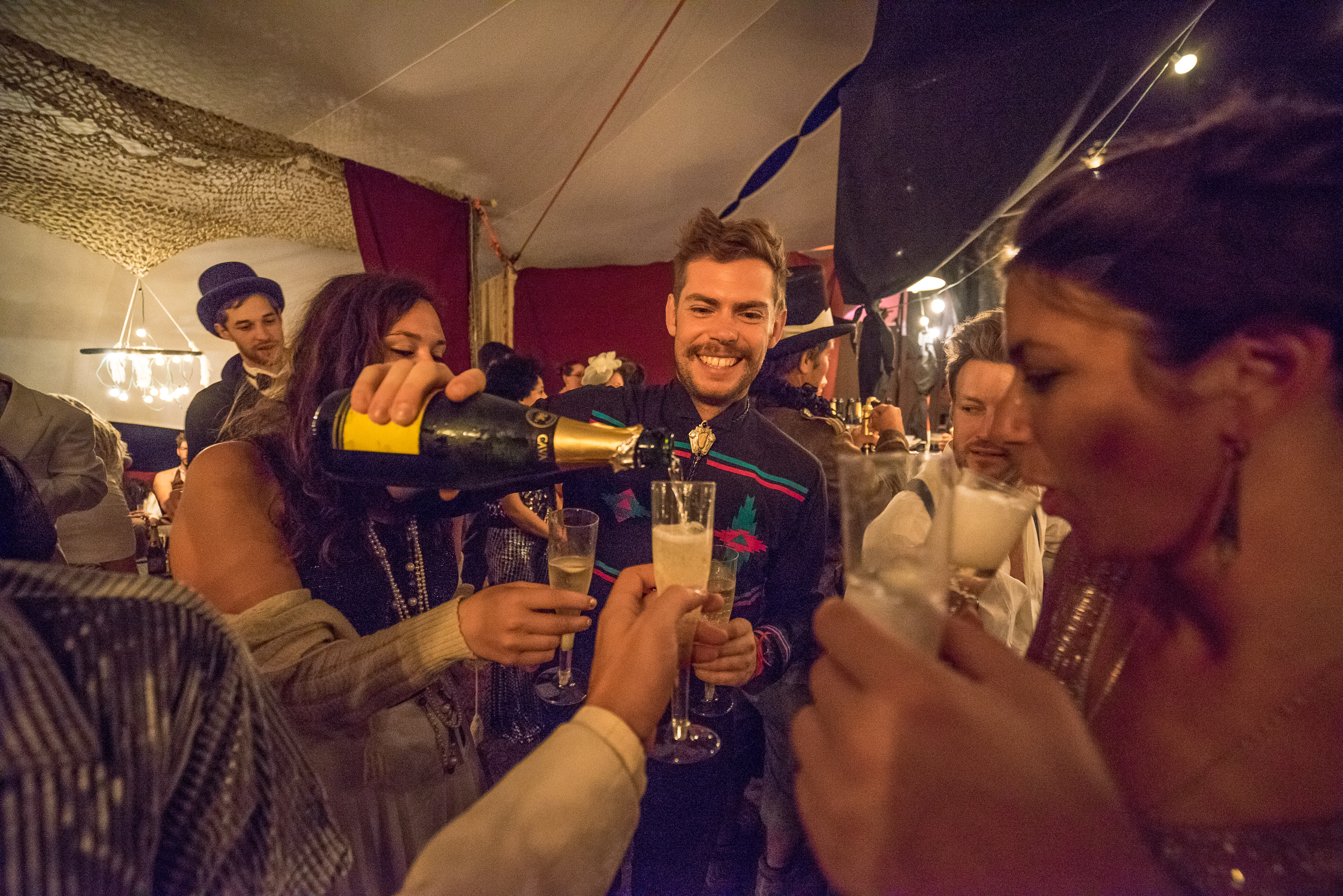
نمونه ای از جشن نامزدی

جشن نامزدی جشنی است که پس از نامزد شدن برای اعلام نامزدی و آشنا شدن با بستگان یکدیگر برگزار می‌شود. معمولاً دو یا سه ماه یا ۵ یا ۶ ماه بعد از بله برون یا همان عقد خصوصی اقدام به برگزاری جشن نامزدی می‌کنند
امروزه بعضی از خانواده‌ها مایل هستند که پیوند دختر و پسرشان را با برگزاری جشن نامزدی به شکل رسمی‌تری اعلام کنند. جشن نامزدی می‌تواند از یک مهمانی خانوادگی خصوصی و کوچک تا یک مراسم باشکوه و مجلل و با حضور تعداد زیادی مهمان برگزار شود.

این جشن در ایران در سالهای اخیر رایج شده و می‌توان به جشن نامزدی دو ملی‌پوش ایران در المپیک سال ۱۳۹۱ اشاره کرد.
حتی برای این مراسم کارت دعوت نیز چاپ می‌شود.
در یونان باستان، جشن نامزدی مانند یک معامله تجاری بود. بدین صورت که یک قرارداد شفاهی بین داماد و پدر عروس صورت می گرفت و حتی در این مراسم عروس خانم حضور نداشت.
در حالت مدرن، برگزاری مجالس نامزدی به صورت یک مهمانی و برای صحبت درباره آینده ازدواج زوجین است. در یک جشن نامزدی امروزی می بایست به عواملی نظیر: تعیین بودجه مراسم، مکان برگزاری مراسم، تهیه لیست مهمانان، تهیه لیست تشریفات و بسیاری مراسم های دیگر پرداخت. معولاً در مراسم های نامزدی هدیه برای عروس خانم توسط خانواده داماد تهیه می شود و مهمترین هدیه که نشانه پایداری و تعهد زوجین است، حلقه نامزدی است.